# Landkreis Lissa (Wartheland)

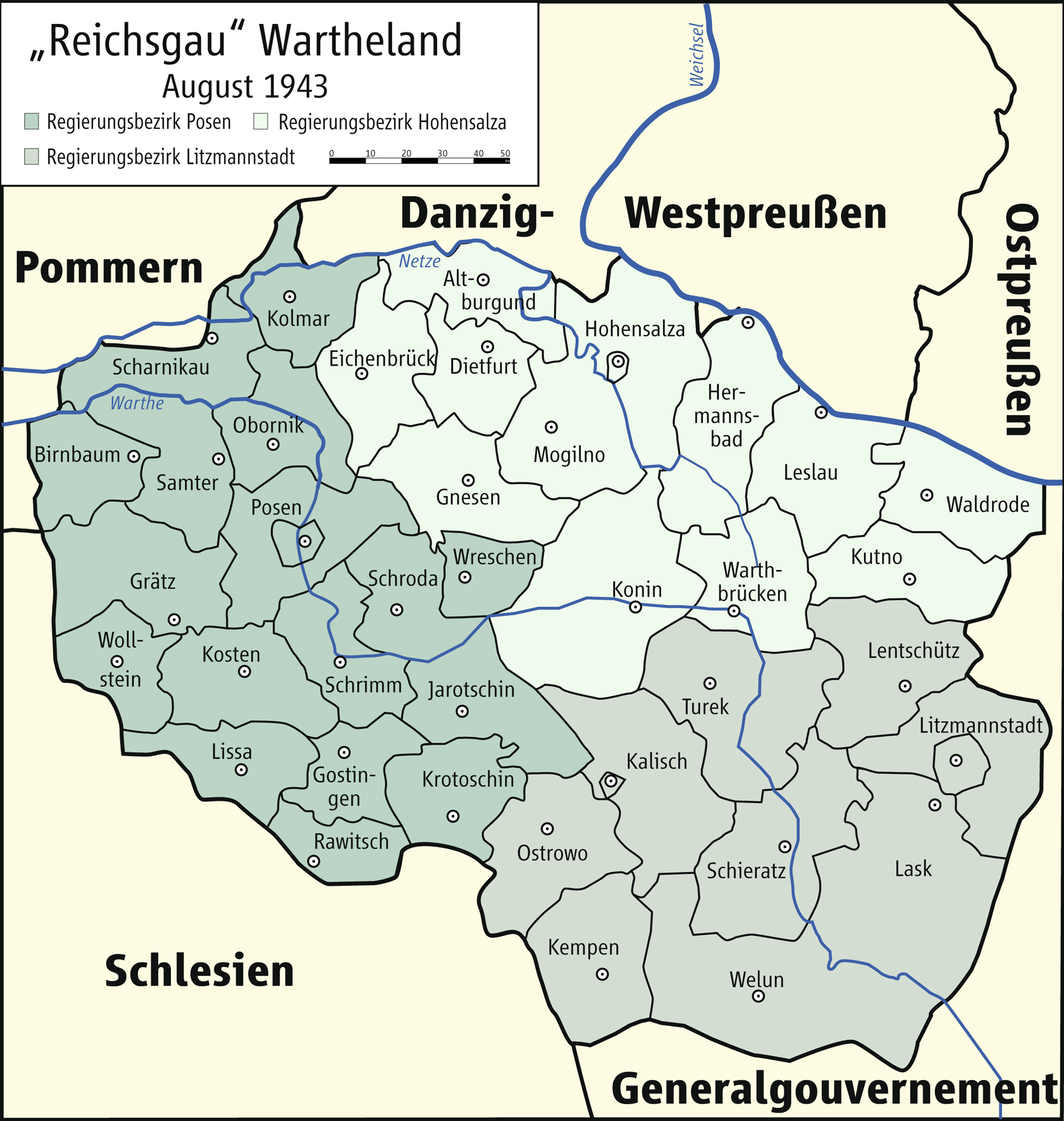
Regierungsbezirke und Kreise im Reichsgau Wartheland

Landkreis Lissa (Wartheland) war der Name einer deutschen Verwaltungseinheit, die von 1815 bis 1919 und von 1939 bis 1945 bestand.

## Vorgeschichte (1815 bis 1920)
Das Gebiet um die Stadt Leszno (Lissa) gehörte von 1815 bis 1920 als Kreis Lissa zum Regierungsbezirk Posen der preußischen Provinz Posen des Deutschen Reichs. Im Zuge des Großpolnischen Aufstandes kam ein Teil des Kreises im Januar 1919 unter polnische Kontrolle.
Aufgrund der Bestimmungen des Versailler Vertrags musste der Kreis Lissa am 28. Juni 1919 zusammen mit anderen Gebieten an Polen abgetreten werden. Die Räumung der staatlichen deutschen Behörden und die Übergabe an Polen erfolgten zwischen dem 17. Januar und dem 4. Februar 1920.
Das Kreisgebiet bestand unter seinem polnischen Namen Powiat Leszczyński (Lissascher Bezirk) weiter.

## Verwaltungsgeschichte
Im Rahmen des Überfalls auf Polen 1939 kam das Kreisgebiet wieder an das Deutsche Reich; die Kontrolle über die Kreisstadt war am 4. September 1939 hergestellt. Am 26. Oktober 1939 wurde das Kreisgebiet unter der Bezeichnung Landkreis Lissa (ab dem 21. Mai 1941 Landkreis Lissa (Wartheland)) völkerrechtswidrig in den Regierungsbezirkes Posen eingegliedert, der nun dem Reichsgau Wartheland zugeordnet war. Der Landkreis lag im Südwesten des Regierungsbezirks. Sitz des Landratsamtes wurde die Kreisstadt Lissa.
Im Januar 1945 besetzte die Rote Armee das Kreisgebiet, das nun wieder Teil Polens wurde. In der Folgezeit wurde die verbliebene deutsche Bevölkerung größtenteils von den örtlichen polnischen Verwaltungsbehörden aus dem Landkreis Lissa vertrieben. Die neu angesiedelten Bewohner hatten zum Teil der polnischen ethnischen Minderheit in an die Sowjetunion gefallenen Gebieten östlich der Curzon-Linie angehört.

## Politik

### Landkommissar
1939: Reinfried von Baumbach

### Landräte
- 1939–1940: Reinfried von Baumbach (vertretungsweise)
- 1940–1945: Karl Wollner

## Kommunale Gliederung
Die 86 Ortschaften des Landkreises wurden in 8 Amtsbezirken zusammengefasst. Am 26. Oktober 1941 wurde der Amtsbezirk Lissa-Stadt nach der Deutschen Gemeindeordnung von 1935 zur Stadt ernannt.

## Ausdehnung
Der Landkreis Lissa (Wartheland) hatte eine Fläche von 740 km².

## Bevölkerung
Der Landkreis Lissa (Wartheland) hatte im Jahre 1941 63.307 meist polnische Einwohner. Die deutschen Besatzungsbehörden vertrieben zwischen dem 1. Dezember 1939 und dem 31. Dezember 1943 über 7000 Polen aus dem Gebiet.

## Ortsnamen
Die lokalen Besatzungsbehörden versahen sofort alle Ortschaften im Kreisgebiet mit deutschen Namen, obwohl offiziell laut unveröffentlichtem Erlass des Innenministers Wilhelm Frick vom 29. Dezember 1939 zunächst die 1918 gültigen deutschen Bezeichnungen weitergelten sollten. Am 18. Mai 1943 wurden für alle Orte mit einer Post- oder Bahnstation im Wartheland deutsche Namen festgelegt, wobei es wiederum zu Abweichungen kam.
Liste der Städte und Amtsbezirke im Landkreis Lissa (Wartheland):
| polnischer Name | deutscher Name (1918) | deutscher Name (1939–1945) |
| --------------- | --------------------- | -------------------------- |
| Brenno          | Brenno                | Seefurt                    |
| Krzemieniewo    | Feuerstein            | Feuerstein                 |
| Leszno          | Lissa                 | Lissa                      |
| Lipno           | Leiperode             | Leiperode                  |
| Osieczna        | Storchnest            | Storchnest                 |
| Rydzyna         | Reisen                | Reisen                     |
| Święciechowa    | Schwetzkau            | Schwetzkau                 |
| Włoszakowice    | Luschwitz             | Luschwitz                  |